# Паженчев (Лодзинське воєводство)
Паженчев (пол. Parzęczew) — місто в Польщі, у гміні Паженчев Зґерського повіту Лодзинського воєводства.
Населення — 939 осіб (2011). З 1 січня 2024 року має статус міста.
У 1975-1998 роках село належало до Лодзинського воєводства.

## Демографія
Демографічна структура станом на 31 березня 2011 року:
|          | Загалом | Допрацездатний вік | Працездатний вік | Постпрацездатний вік |
| -------- | ------- | ------------------ | ---------------- | -------------------- |
| Чоловіки | 474     | 102                | 330              | 42                   |
| Жінки    | 465     | 90                 | 296              | 79                   |
| Разом    | 939     | 192                | 626              | 121                  |